# 热依木
热依木，清朝乾隆年间库车贝勒品级固山贝子鄂對之妻。
霍集占以叶尔羌叛清，鄂对与其子鄂斯满弃家逃走至伊犁。霍集占攻破库车，抓住热依木想要纳她为妾，热依木没有服从；霍集占杀其三个子女，将她囚禁，热依木逃走。清军击败霍集占，乾隆帝任命鄂对为贝勒、叶尔羌阿奇木伯克，鄂斯满为二等台吉、库车阿奇木伯克。乾隆三十年（1765年）发生乌什事变，叶尔羌出现骚动。热依木在库车，对办事大臣说：“现在乌什叛乱，叶尔羌人很多，伯克、阿浑之辈不知顺逆，鄂对懦弱无断，请派我前去相助。”热依木走了五日从库车赶到叶尔羌，伯克头目们入见，说到乌什，热依木漫不经心的应承，约好第二天宴饮。第二天，伯克头目们都到了，热依木说：“你等蒙大皇帝之恩为太平百姓，现在乌什叛乱，即日就被夷灭，如果想要效法，作不忠不义之鬼吗？我的力量还能杀你们，你们今天不要想出此门！”众人惊愕，守门甚严，都跪下自称没有反状。热依木于是开宴，晓以利害，他们都哭了。请出歌姬劝饮尽醉，暗中派人收缴其兵器，驱走马匹，令其远牧。鄂对率诸伯克会集办事大臣衙门，大家都安定了。乌什之乱平定，清廷多所诛杀，叶尔羌没有受到冲击。